# Michael Madsen
Michael Søren Madsen (Chicago, 1957. szeptember 25. –‎ Malibu, 2025. július 3.) amerikai filmszínész, producer, rendező, forgatókönyvíró, költő és fényképész.
Filmes pályafutása során több mint kétszáz filmben szerepelt, olyan alkotásokban, mint a Thelma és Louise (1991), a Kutyaszorítóban (1992), a Szabadítsátok ki Willyt! (1993), a Wyatt Earp (1994), A lény (1995), a Fedőneve: Donnie Brasco (1997), a Kill Bill-filmek (2003, 2004), a Sin City – A bűn városa (2005) és az Aljas nyolcas (2015). Színészként gyakran dolgozott együtt Quentin Tarantino rendezővel. A filmezés mellett Madsen televíziós sorozatokban is rendszeresen feltűnik, például Az igazságosztó című 1998-99-es sorozatban alakított főszerepet. Jellegzetes, rekedtes hangját szinkronszínészként filmes szerepek mellett számítógépes játékokban is kamatoztatja.

## Fiatalkora és családja
Dán származású családban született Chicagóban. Édesapja Calvin Madsen tűzoltó volt. Édesanyja Elaine Melson filmes és író, aki angol, német, ír, indián és skót származású volt. Egyik testvére, Virginia Madsen szintén színésznő.

## Színészi pályafutása

### 1980-as évek

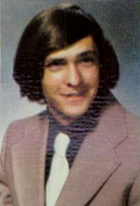
Madsen érettségi tablóképe (1975)

Az 1980-as évek elején Madsen a chicagói Steppenwolf Theatre Companynél kezdett el színészettel foglalkozni, ahol John Malkovich tanítványa volt és az Egerek és emberek színdarabban is szerepet kapott. 1982-ben tűnt fel először a filmvásznon, az Against All Hope című független filmben egy alkoholistát alakít. Az 1983-as Háborús játékokban csak kisebb szerepben látható, ahogyan a szintén ebben az évben bemutatott Special Bulletin című tévéfilmben is. 
Az 1980-as években Madsen olyan televíziós sorozatokban is vállalt kisebb szerepeket, mint a Heat, az Egy kórház magánélete, a Miami Vice, a Quantum Leap – Az időutazó, a Tour of Duty és A sas felszáll. Az évtized folyamán Madsen Los Angelesbe költözött és további filmekben szerepelt: az Őstehetség című 1984-es sportfilmben arrogáns baseballjátékost, az Ölj meg újra! és a Vérvörös nap című 1989-es filmekben egy zavarodott gyilkost, illetve egy gengsztert alakít.

### 1990-es évek
1991-ben Oliver Stone The Doors című életrajzi filmjében Madsen Tom Bakert alakította, és Ridley Scott Thelma és Louise című filmjében is szerepet kapott. 1992-ben játszhatta el talán legismertebb szerepét, a szadista volt fegyenc és ékszertolvaj Vic Vegát, azaz Mr. Szőkét Quentin Tarantino Kutyaszorítóban című bűnügyi filmjében. A film segített Madsennek ismertté válnia a rajongók és a filmkritikusok körében is, bár ő eredetileg a Steve Buscemi által alakított Mr. Rózsaszínt szerette volna eljátszani, mert neki több közös jelenete volt Harvey Keitellel.
1993-ban Madsen a Szabadítsátok ki Willyt! című családi filmben, a következő évben pedig a Szökésben című bűnügyi drámában szerepelt. A Blue Tiger című, szintén 1994-es thrillerben csak cameoszerepben látható, de érdekesség, hogy ebben a filmben húga, Virginia Madsen oldalán játszik. Még ebben az évben Madsen Kevin Costnerrel közösen alakít a Wyatt Earp című westernben. Utóbbi miatt Tarantino Ponyvaregény című filmjében időhiány nem tudta elvállalni Vincent Vega szerepét, melyet Madsen a mai napig pályafutása legrosszabb döntésének tart. A szerepet John Travolta játszhatta el (aki később alakításáért Oscar-jelölést kapott és a szerepnek köszönhetően hanyatlásnak indult filmes karrierje is újra felívelt), míg a Wyatt Earp felejthetőbb alkotásnak bizonyult. 1995-ben Madsen A lény című sci-fi-horrorban, a Szabadítsátok ki Willyt! második részében és a Man with a Gun című bűnügyi thrillerben volt látható.
1996-ban a Kutyaszorítóban is szereplő színésztársával Chris Penn-nel, valamint Nick Nolte-val a Mulholland – Gyilkos negyed című filmben szerepelt. Még ebben az évben A nyerő és a Frankie, a légy című filmekben is láthatták a nézők. 1997-ben Madsen a kritikusok által méltatott Fedőneve: Donnie Brasco című krimiben és A teremtő című drámában szerepelt. 1998-ban kapta meg Az igazságosztó című, egy évadot megélt sorozat főszerepét, míg a filmvászonra a Csapásra készen című háborús filmmel és A lény 2.-vel tért vissza.
Az 1990-es évek közepétől Madsen alacsonyabb költségvetésű tévé- és DVD-filmekben is feltűnt. Ezzel kapcsolatban a következőket nyilatkozta: „Néhányukban csak 10 percre szerepelek, de megvásárolták a nevemet és megvásárolták az arcomat, hogy egy fegyver társaságában a DVD-borítóra tegyék. Néha az emberek nem értik meg, hogy »A lény«, a »Mulholland – Gyilkos negyed« és a »Szökésben« filmek idejében megalapoztam a családom számára egy bizonyos életstílust. Nem terveztem a hat gyermekemmel lakókocsiparkba költözni. Ezért amikor munkát ajánlottak nekem, az nem volt mindig a legjobb, de élelmiszert kellett vásárolnom és fel kellett tankolnom az autómat.”

### 2000 után

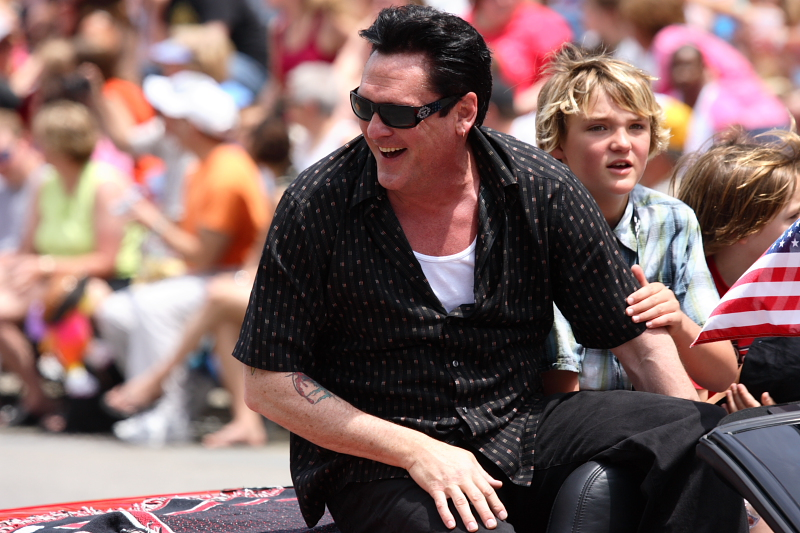
Madsen 2006-ban

2002-ben szerepelt Pierce Brosnan mellett a Halj meg máskorban, mely Brosnan utolsó Bond-filmje volt. Madsen ezután a 2003-ban és 2004-ben megjelent Kill Bill-filmekben kapott fontosabb szerepet, mint a bérgyilkos Budd, a címszereplő Bill (David Carradine) testvére. A filmekben Uma Thurman, Daryl Hannah és Lucy Liu oldalán tűnt fel. 2004-ben Tarantino azt tervezte, hogy elkészít egy filmet, amelyben Madsen és John Travolta a Vega testvéreket alakítja. Madsen Mr. Szőkét formálta volna meg ismét a Kutyaszorítóban-ból, míg Travolta a Ponyvaregény-ben főszereplő Vincent bőrébe bújt volna bele második alkalommal. 2007-ben azonban – a két színész életkora és az általuk alakított szereplők filmbéli halála miatt – Tarantino úgy nyilatkozott, hogy terve a legnagyobb valószínűséggel nem fog mozivászonra kerülni.
A 2004-es francia Blueberry – A fejvadász után Madsen 2005-ben szerepet kapott Frank Miller képregényének filmes feldolgozásában, a Sin City – A bűn városában, melyet Miller, Robert Rodríguez és – meghívott rendezőként – Tarantino rendezett. Még ebben az évben Don Everestet alakította az ESPN póker témájú sorozatában, a Tilt-ben és hangját kölcsönözte a Az oroszlán, a boszorkány és a ruhásszekrény című családi kalandfilmben. Szintén 2005-ben Uwe Boll BloodRayne – Az igazság árnyékában című horrorfilmjében volt látható, amelyről Madsen később lesújtó véleményt fogalmazott meg. A 2006-os Horrorra akadva 4.-ben Tim Robbins karakterét figurázta ki a Világok harca című filmből. 2007-ben a Strength and Honour című boksz témájú filmdrámával kivívta a kritikusok elismerését, Madsen a Boston Film Festival és a New York International Independent Film and Video Festival legjobb színésznek járó díját is el nyerte. Még 2007-ben önmagát alakíthatta a Being Michael Madsen című mockumentary-ban. A 2008-as Hell Ride – Pokoljárásban főszerepet kapott, a filmet Larry Bishop írta és rendezte, a vezető producer Tarantino volt.
2010-ben a 24 utolsó évadában Jack Bauer régi barátját, Jim Rickert alakította. Szintén ebben az évben Madsen a CSI: Miami helyszínelők című sorozatban is vendégszerepelt és a Let the Game Begin című vígjátékban is láthatták a nézők, Adam Rodriguez és Stephen Baldwin színésztársaként.
2015-ben ismét Tarantinóval dolgozhatott együtt, az Aljas nyolcas című westernben, Kurt Russell, Jennifer Jason Leigh, Samuel L. Jackson és Tim Roth társaságában. Amikor a film forgatókönyve kiszivárgott – és emiatt Tarantino kis híján lemondott a film megrendezéséről, de végül újraírta a forgatókönyvet – a lehetséges elkövetők között Madsen neve is felmerült.

## Halála
2025. július 3-án, malibui otthonában holtan találták. Menedzsere, Ron Smith szerint hirtelen szívmegállás következtében hunyt el. Kardiológusa később megerősítette, hogy halálához hozzájárult már meglevő szívbetegsége, illetve a színész régóta fennálló alkoholizmusa is.

## Filmográfia

### Film
| Év   | Magyar cím                                   | Eredeti cím                                                    | Szerep                     | Magyar hang          |
| ---- | -------------------------------------------- | -------------------------------------------------------------- | -------------------------- | -------------------- |
| 1982 |                                              | Against All Hope                                               | Cecil Moe                  |                      |
| 1983 | Háborús játékok                              | WarGames                                                       | Steve Phelps               | Csankó Zoltán        |
| 1984 | Versenyfutás a holddal                       | Racing with the Moon                                           | Frank                      |                      |
| 1984 | Őstehetség                                   | The Natural                                                    | Bartholomew "Bump" Bailey  |                      |
| 1987 | A gyilkolás ideje                            | The Killing Time                                               | Stu                        | Imre István          |
| 1988 |                                              | Iguana                                                         | Sebastián                  |                      |
| 1988 | Árnyékok a viharban                          | Shadows in the Storm                                           | Earl                       | Vass Gábor           |
| 1989 | Vérvörös nap                                 | Blood Red                                                      | Enzio                      | Imre István          |
| 1989 | Ölj meg újra!                                | Kill Me Again                                                  | Vince Miller               | Szabó Sipos Barnabás |
| 1990 |                                              | The End of Innocence                                           | Earl                       |                      |
| 1991 | The Doors                                    | The Doors                                                      | Tom Baker                  | Czvetkó Sándor       |
| 1991 | Thelma és Louise                             | Thelma & Louise                                                | Jimmy Lennox               | Szabó Sipos Barnabás |
| 1992 | Kutyaszorítóban                              | Reservoir Dogs                                                 | Mr. Szőke/ Vic Vega        | Hankó Attila         |
| 1992 | Kutyaszorítóban                              | Reservoir Dogs                                                 | Mr. Szőke/ Vic Vega        | Dörner György        |
| 1992 | Egyenes beszéd                               | Straight Talk                                                  | Steve                      |                      |
| 1993 | Szerencse cinkelt lapokkal                   | Trouble Bound                                                  | Harry Talbot               | Jakab Csaba          |
| 1993 | Szerencse cinkelt lapokkal                   | Trouble Bound                                                  | Harry Talbot               | Gesztesi Károly      |
| 1993 | Szabadítsátok ki Willyt!                     | Free Willy                                                     | Glen Greenwood             | Juhász Jácint        |
| 1993 | Nesze semmi, fogd meg jól!                   | Money for Nothing                                              | Laurenzi nyomozó           |                      |
| 1993 |                                              | A House in the Hills                                           | Mickey                     |                      |
| 1994 | Szökésben                                    | The Getaway                                                    | Rudy Travis                | Konrád Antal         |
| 1994 | Szökésben                                    | The Getaway                                                    | Rudy Travis                | Szabó Győző          |
| 1994 |                                              | Blue Tiger                                                     | fegyverkereskedő           |                      |
| 1994 | Gyilkosság szexhívásra                       | Final Combination                                              | Matt Dickson nyomozó       | Gesztesi Károly      |
| 1994 | Wyatt Earp                                   | Wyatt Earp                                                     | Virgil Earp                | Barbinek Péter       |
| 1994 | Felidae – Karmok harca                       | Felidae                                                        | Kékszakáll (angol hangja)  | Kárpáti Tibor        |
| 1995 | A lény                                       | Species                                                        | Preston "Press" Lennox     | Barbinek Péter       |
| 1995 | Szabadítsátok ki Willyt! 2.                  | Free Willy 2: The Adventure Home                               | Glen Greenwood             | Rosta Sándor         |
| 1995 |                                              | Man with a Gun                                                 | John Wilbur Hardin         |                      |
| 1996 | Mulholland – Gyilkos negyed                  | Mulholland Falls                                               | Eddie Hall                 | Haás Vander Péter    |
| 1996 | A nyerő                                      | The Winner                                                     | Wolf                       |                      |
| 1996 | Frankie, a légy                              | The Last Days of Frankie the Fly                               | Sal                        | Haás Vander Péter    |
| 1996 | Sebességhatár                                | Red Line                                                       | Mr. Lawrence               | Cs. Németh Lajos     |
| 1997 | Fedőneve: Donnie Brasco                      | Donnie Brasco                                                  | Sonny Black                | Csernák János        |
| 1997 | A teremtő                                    | The Maker                                                      | Skarney                    | Hankó Attila         |
| 1998 | Csapásra készen                              | Surface to Air                                                 | Zach Massin tüzérőrmester  | Hankó Attila         |
| 1998 | A lény 2.                                    | Species II                                                     | Preston "Press" Lennox     | Kőszegi Ákos         |
| 1999 | A bár                                        | The Florentine                                                 | Whitey                     | Oberfrank Pál        |
| 2000 | Tökéletes gépezet                            | The Alternate                                                  | Jack Briggs ügynök         |                      |
| 2002 | Halj meg máskor                              | Die Another Day                                                | Damian Falco               | Gesztesi Károly      |
| 2003 | Pauly Shore halott                           | Pauly Shore Is Dead                                            | önmaga                     |                      |
| 2003 | A főnököm lánya                              | My Boss's Daughter                                             | T.J.                       | Barabás Kiss Zoltán  |
| 2003 | Kill Bill 1.                                 | Kill Bill: Vol. 1                                              | Budd                       | Szabó Sipos Barnabás |
| 2004 | Blueberry – A fejvadász                      | Blueberry                                                      | Wallace Sebastian Blount   | Sörös Sándor         |
| 2004 | Kill Bill 2.                                 | Kill Bill: Vol. 2                                              | Budd                       | Szabó Sipos Barnabás |
| 2005 | Sin City – A bűn városa                      | Sin City                                                       | Bob nyomozó                | Sörös Sándor         |
| 2005 | Gyilkos múlt                                 | Chasing Ghosts                                                 | Kevin Harrison             | Gesztesi Károly      |
| 2005 | BloodRayne – Az igazság árnyékában           | BloodRayne                                                     | Vladimir                   | Kőszegi Ákos         |
| 2005 | Az oroszlán, a boszorkány és a ruhásszekrény | The Chronicles of Narnia: The Lion, the Witch and the Wardrobe | Maugrim (hangja)           | Faragó András        |
| 2006 | Horrorra akadva 4.                           | Scary Movie 4                                                  | Oliver                     | Szabó Sipos Barnabás |
| 2006 | Az utolsó bevetés                            | The Last Drop                                                  | J.T. Colt ezredes          | Faragó András        |
| 2006 | Rémségek völgye                              | Hoboken Hollow                                                 | J.T. Goldman               | Rosta Sándor         |
| 2007 | Az alvilág mélyén                            | Machine                                                        | Ray                        |                      |
| 2007 |                                              | Living & Dying                                                 | Lind ügynök                |                      |
| 2007 | Amatőr bérgyilkos                            | Boarding Gate                                                  | Miles Rennberg             |                      |
| 2007 |                                              | Afghan Knights                                                 | Cooper                     |                      |
| 2007 |                                              | Strength and Honour                                            | Sean Kelleher              |                      |
| 2007 | Fog és köröm                                 | Tooth and Nail                                                 | Jackal                     | Szinovál Gyula       |
| 2008 | Hell Ride – Pokoljárás                       | Hell Ride                                                      | The Gent                   |                      |
| 2008 |                                              | Last Hour                                                      | Monk                       |                      |
| 2008 |                                              | Vice                                                           | Max Walker                 |                      |
| 2008 |                                              | Break                                                          | The Associate              |                      |
| 2008 |                                              | House                                                          | Tin Man                    |                      |
| 2009 |                                              | You Might as Well Live                                         | Clinton Manitoba           |                      |
| 2009 | Shannon szivárványa                          | Shannon's Rainbow                                              | Dave Blair                 |                      |
| 2009 |                                              | The Bleeding                                                   | Roy atya                   |                      |
| 2010 |                                              | The Killing Jar                                                | Doe                        |                      |
| 2010 |                                              | Let the Game Begin                                             | Dr. Turner                 |                      |
| 2010 |                                              | The Big I Am                                                   | Martell                    |                      |
| 2010 | Horror Hotel                                 | Terror Trap                                                    | Carter                     | Haás Vander Péter    |
| 2010 |                                              | The Brazen Bull                                                | The Man                    |                      |
| 2011 |                                              | Forest of the Living Dead                                      | Brandon Ross hadnagy       |                      |
| 2011 |                                              | The Lion of Judah                                              | Boss (hangja)              |                      |
| 2011 |                                              | Amsterdam Heavy                                                | Martin Keele               |                      |
| 2011 | Bingo, zsebesnek áll a világ                 | Loosies                                                        | Nick Sullivan hadnagy      |                      |
| 2011 |                                              | The 5th Execution                                              | Rik                        |                      |
| 2011 |                                              | A Cold Day In Hell                                             | Stallings marsall          |                      |
| 2012 |                                              | Desperate Endeavors                                            | Ed                         |                      |
| 2012 | Magic Boys                                   | Magic Boys                                                     | Terence                    |                      |
| 2012 |                                              | Infected                                                       | Louis                      |                      |
| 2012 |                                              | Eldorado                                                       | Ted                        |                      |
| 2013 |                                              | Along the Roadside                                             | Jerry                      |                      |
| 2013 |                                              | Ashley                                                         | Bill                       |                      |
| 2013 |                                              | I'm in Love with a Church Girl                                 | Frank Harris               |                      |
| 2014 |                                              | The Ninth Cloud                                                | Bob                        |                      |
| 2015 |                                              | Lumberjack Man                                                 | Dr. Peter Shirtcliff       |                      |
| 2015 |                                              | Flipped                                                        | Casey                      |                      |
| 2015 | Aljas nyolcas                                | The Hateful Eight                                              | Joe Gage / Grouch Douglass | Schneider Zoltán     |
| 2016 |                                              | Magi                                                           | Lawrence Irlam             |                      |
| 2016 | Zsoldosok krónikája                          | Vigilante Diaries                                              | Moreau                     | Schneider Zoltán     |
| 2018 |                                              | The Garden Left Behind                                         | Kevin                      |                      |
| 2018 |                                              | Arctic Justice: Thunder Squad                                  | Duke (hangja)              |                      |

### Televízió
| Év        | Magyar cím                    | Eredeti cím                               | Szerep                        | Megjegyzések                                                |
| --------- | ----------------------------- | ----------------------------------------- | ----------------------------- | ----------------------------------------------------------- |
| 1983      |                               | Special Bulletin                          | Jimmy Lenox                   | tévéfilm                                                    |
| 1984      | Cagney és Lacey               | Cagney & Lacey                            | Boyd Evans Strout             | 1 epizód                                                    |
| 1984      | Miami Vice                    | Miami Vice                                | Sally Alvarado                | 1 epizód                                                    |
| 1985      |                               | The Hitchhiker                            | John Hampton                  | 1 epizód                                                    |
| 1985–1986 |                               | Our Family Honor                          | Augie Danzig                  | 13 epizód                                                   |
| 1986      |                               | Crime Story                               | Johnny Fosse                  | 2 epizód                                                    |
| 1988      |                               | War and Remembrance                       | "Foof" Turhall hadnagy        | minisorozat                                                 |
| 1989      |                               | Almost Grown                              | Walter Zmuida                 | 1 epizód                                                    |
| 1989      |                               | Tour of Duty                              | Greg Block őrmester           | 1 epizód                                                    |
| 1989      |                               | Jake and the Fatman                       | Chase                         | 1 epizód                                                    |
| 1989      | Quantum Leap – Az időutazó    | Quantum Leap                              | Blue                          | egy epizód                                                  |
| 1990      |                               | The Outsiders                             | Mick Jenkins                  | 1 epizód                                                    |
| 1991      |                               | Gabriel's Fire                            | Stan Frankel                  | 1 epizód                                                    |
| 1992      | A gyerekrabló                 | Baby Snatcher                             | Cal Hudson                    | tévéfilm                                                    |
| 1992      | A pokol angyala               | Beyond the Law                            | Blood                         | - tévéfilm - magyar hangja: - Dörner György                 |
| 1998–1999 | Az igazságosztó               | Vengeance Unlimited                       | Mr. Chapel                    | - főszereplő (15 epizód) - magyar hangja: - Gesztesi Károly |
| 2001      |                               | Big Apple                                 | Terry Maddock                 | 8 epizód                                                    |
| 2001–2005 |                               | Animal Precinct                           | narrátor                      | dokumentumfilm                                              |
| 2003      | 44 perc                       | 44 Minutes: The North Hollywood Shoot-Out | Frank McGregor nyomozó        | - tévéfilm - magyar hangja: - Gesztesi Károly               |
| 2004      | Frankenstein: Újratöltve      | Frankenstein                              | Harker nyomozó                | tévéfilm                                                    |
| 2005      |                               | Tilt                                      | Donovan 'The Matador' Everest | 9 epizód                                                    |
| 2007      | Vadászat a gyilkos krokodilra | Croc                                      | Croc Hawkins                  | - tévéfilm - magyar hangja: - Rosta Sándor                  |
| 2007      | A lángok martaléka            | Crash and Burn                            | Vincent Scaillo               | tévéfilm                                                    |
| 2009      | Zöld Lámpás: A kezdet         | Green Lantern: First Flight               | Kilowog (hangja)              | Bolla Róbert                                                |
| 2010      | CSI: Miami helyszínelők       | CSI: Miami                                | Cooper "Coop" Daly            | 1 epizód                                                    |
| 2010      | 24                            | 24                                        | Jim Ricker                    | 4 epizód                                                    |
| 2012      | Bob burgerfalodája            | Bob's Burgers                             | Kevin Costner (hangja)        | 1 epizód                                                    |
| 2012      |                               | Piranhaconda                              | Lovegrove professzor          | tévéfilm                                                    |
| 2012      | Zsaruvér                      | Blue Bloods                               | Benjamin Walker               | 1 epizód                                                    |
| 2012–2013 | Maffiadoktor                  | The Mob Doctor                            | Russell King                  | 3 epizód                                                    |
| 2013      | Mintazsaru                    | Golden Boy                                | Walter Clark Sr.              | 2 epizód                                                    |
| 2013      |                               | Axe Cop                                   | Baby Man (hangja)             | 1 epizód                                                    |
| 2014      | Hawaii Five-0                 | Hawaii Five-0                             | Roy Parrish                   | 1 epizód                                                    |
| 2015      | Rémálomgyár                   | Big Time in Hollywood, FL                 | Harvey Scoles                 | - 5 epizód - magyar hangja: - Kapácsy Miklós                |
| 2016      |                               | Those Who Can't                           | Callahan                      | 1 epizód                                                    |
| 2016      |                               | Real Detective                            | Phil Ryan, Texas Ranger       | 1 epizód                                                    |
| 2016      | Powers                        | Powers                                    | Patrick / Supershock          | - 10 epizód - magyar hangja: - Kőszegi Ákos                 |
| 2016      |                               | The Making of the Mob: Chicago            | önmaga                        | minisorozat                                                 |
| 2017      | Az autók grófja               | Counting Cars                             | önmaga                        | reality-sorozat                                             |

### Videóklipek
| Év   | Előadó          | Cím               | Szerep |
| ---- | --------------- | ----------------- | ------ |
| 2001 | Michael Jackson | You Rock My World | bűnöző |

### Videójátékok
| Év   | Cím                          | Szerep                      | Megjegyzések                          |
| ---- | ---------------------------- | --------------------------- | ------------------------------------- |
| 2001 | Grand Theft Auto III         | Toni Cipriani               |                                       |
| 2003 | True Crime: Streets of LA    | Don Rafferty / egyéb hangok |                                       |
| 2003 | Driver 3                     | John Tanner                 |                                       |
| 2005 | Yakuza                       | Futoshi Shimano             | angol nyelvű változat                 |
| 2005 | Narc                         | Jack Forzenski nyomozó      |                                       |
| 2006 | Reservoir Dogs               | Mr. Szőke / Vic Vega        |                                       |
| 2012 | Dishonored                   | Daud                        |                                       |
| 2013 | Call of Duty: Black Ops II   | Michael 'Finn' O'Leary      |                                       |
| 2013 | The Walking Dead: Season Two | William Carver              | Jelölés – Behind the Voice Actors díj |
| 2016 | Dishonored 2                 | Daud                        |                                       |

## Fordítás
Ez a szócikk részben vagy egészben  a   Michael Madsen című angol Wikipédia-szócikk ezen változatának fordításán alapul.  Az eredeti cikk szerkesztőit annak laptörténete sorolja fel. Ez a jelzés csupán a megfogalmazás eredetét és a szerzői jogokat jelzi, nem szolgál a cikkben szereplő információk forrásmegjelöléseként.